# 백혈병
백혈병(白血病, 영국 영어: leukaemia, 미국 영어: leukemia)은 일반적으로 골수에서 시작하여 비정상적인 혈액 세포가 많이 생기는 혈액암의 일종이다. 이러한 혈액 세포는 완전히 발달하지 않은 상태이며 모세포 또는 백혈병 세포라고 불렀다. 증상으로는 출혈과 멍, 뼈 통증, 피로, 발열, 감염 위험 증가 등이 있다. 이러한 증상은 정상적인 혈액 세포가 부족하기 때문에 발생한다. 진단은 일반적으로 혈액 검사 또는 골수 생검을 통해 이루어진다.
백혈병의 정확한 원인은 알려져 있지 않다. 일반적으로는 주로 유전적 요인과 환경적(후천적) 요인이 복합적으로 작용하는 것으로 알려져 있다. 위험 요인으로는 흡연, 전리방사선, 석유화학물질(벤젠 등), 화학요법, 다운 증후군 등이 있다. 백혈병 가족력이 있는 사람도 백혈병에 걸릴 위험이 높다. 백혈병에는 급성 림프모구 백혈병(ALL), 급성 골수성 백혈병(AML), 만성 림프구성 백혈병(CLL), 만성 골수성 백혈병(CML)의 네 가지 주요 유형과 희귀한 여러 유형이 있다. 백혈병과 림프종은 모두 조혈계와 림프계의 종양으로 알려진 현상들로서 현재의 의학에서 분류되며, 그 중에서도 대부분은 광범위한 종양 그룹에 속한다.
치료에는 화학 요법, 방사선 요법, 표적 항암 요법, 골수 이식을 복합적으로 사용할 수 있으며 필요에 따라 지지 요법과 완화 요법도 포함될 수 있다. 특정 유형의 백혈병은 경과 관찰을 통해 관리할 수 있다. 치료의 성공 여부는 백혈병의 유형과 환자의 나이에 따라 달라진다. 선진국에서는 치료 결과가 높게 관찰되었다. 미국의 5년 생존율은 65%이다. 제1세계 국가에서 15세 미만 어린이 중에서는 백혈병 유형에 따라 5년 생존율이 60% 또는 90% 이상이다. 암이 없는 급성 백혈병 소아 중에서는, 5년 후에 암이 재발할 가능성이 거의 없다.
2015년에는 전 세계적으로 약 230만 명이 백혈병에 걸려 있었고, 그중 약 353,500명이 사망했다. 2012년에 는 새로 발생한 환자수가 약 352,000명으로 집계되었다. 백혈병은 소아암 가운데서 가장 흔한 종류의 암으로서, 어린이들 중에서 발생하는 백혈병 환자 대부분(75%)은 급성 림프모구 백혈병이었다. 그러나 전체적인 백혈병 진단은 대부분(90%) 성인에서 발견되며, 성인 가운데서 가장 흔한 형태를 보였던 것은 만성 림프구성 백혈병(CLL)과 급성 림프모구 백혈병(AML) 이었다. 백혈병은 일반적으로 선진국에서 더 자주 발생하였다.

## 분류
네 가지 주요 백혈병 유형
| 세포 유형                        | 급성                      | 만성                      |
| -------------------------------- | ------------------------- | ------------------------- |
| 림프구성 백혈병(또는 "림프모구") | 급성 림프모구 백혈병(ALL) | 만성 림프구성 백혈병(CLL) |
| 골수성 백혈병(또는 "비림프구성") | 급성 골수성 백혈병(AML)   | 만성 골수성 백혈병(CML)   |

### 일반적인 분류
임상적, 또는 병리학적으로 백혈병은 여러 가지 큰 그룹으로 세분화되어 있다. 첫 번째 구분은 급성 형태와 만성 형태로 나뉜다.
- 급성 백혈병은 미성숙 혈액 세포의 수가 급격히 증가하는 것이 특징이다. 이러한 세포의 밀집으로 인해 골수가 건강한 혈액 세포를 생산할 수 없게 되어 헤모글로빈과 혈소판 수치가 낮아진다. 악성 세포의 빠른 진행과 축적으로 인해 혈류로 흘러 들어가 신체의 다른 장기로 퍼지기 때문에 즉각적인 치료가 필요하다는 것이 급성 백혈병의 특징이다. 급성 백혈병은 어린이에게 가장 흔한 형태의 백혈병이다.
- 만성 백혈병은 비교적 성숙하지만 여전히 비정상적인 백혈구(또는 드물게 적혈구)가 과도하게 축적되는 것이 특징인 상황을 보인다. 일반적으로 수개월 또는 수년 동안 걸리며, 정상보다 더 빠른 속도로 생성되어 비정상적인 백혈구들이 많아진다. 만성 백혈병에서는 치료 전 일정 기간 동안 경과를 관찰하여 치료 효과를 극대화하기도 한다. 주로 노년층에서 발생하지만 모든 연령대에서 발생할 가능성도 있다.

두 번째 구분은 어떤 종류의 혈액세포들에 영항을 받느냐에 따라서 이루어진다.
- 림프모구 유래인 경우, 감염과 싸우는 면역계 세포인 림프구를 생성하는 골수 세포의 일종에서 암성 변화가 발생한다. 대부분의 림프모구성 백혈병은 림프구 중 B세포와 관련이 있다.
- 골수성 백혈병인 경우, 일반적으로 적혈구, 다른 유형의 백혈구 및 혈소판을 생성하는 골수 세포의 일종에서 암성 변화가 발생한다.

이 두 가지 분류를 결합하면 총 4개의 주요 카테고리가 만들어진다. 이러한 각 주요 카테고리 안에는 일반적으로 여러 하위 카테고리들이 존재한다. 마지막으로, 일부 희귀한 유형은 이 분류 체계 밖에 있는 것으로 간주된다.

### 개별 유형
- 급성 림프모구 백혈병(ALL)은 어린이에게 가장 흔한 유형의 백혈병이다. 성인, 특히 65 세 이상의 성인에게도 영향을 미친다. 표준 치료에는 화학 요법과 방사선 요법이 포함된다. 아형에는 B세포 급성 림프모구 백혈병, T세포 급성 림프모구 백혈병, 버킷 백혈병, 급성 혼합형 백혈병이 있다. 대부분의 급성 림프구성 백혈병은 소아에서 발생하지만, 급성 림프구성 백혈병으로 인한 사망의 80%는 성인에서 발생한다.[16]
- 만성 림프구성 백혈병(CLL)은 55 세 이상의 성인에게 가장 흔하게 발생한다. 간간이 젊은 성인에게도 발생하지만 어린이에게는 거의 발생하지 않는다. 환자 중 3분의 2가 남성이다. 5년 생존율은 85%다.[17] 완치는 불가능하지만 효과적인 치료법이 많이 있다. 한 가지 하위 유형인 B세포 전림프구성 백혈병은 보다 공격적인 질환으로 알려져 있다.
- 급성 골수성 백혈병(AML)은 어린이보다 성인에서, 여자보다 남자에서 훨씬 더 흔하게 발생한다. 주로 화학 요법으로 치료한다. 5년 생존율은 20%다.[18] 아형으로는 급성 전골수성 백혈병, 급성 골수모구 백혈병, 급성 거대모구성 백혈병이 있다.
- 만성 골수성 백혈병(CML)은 주로 성인에서 발생하며, 극소수의 어린이도 이 질환에 걸리는 것으로 알려져 있다. 만성 골수성 백혈병은 이매티닙(글리벡) 또는 기타 약물로 치료하는 것이 일반적이다.[19] 5년 생존율은 90%로 알려져 있다.[20][21] 한 가지 하위 유형으로 만성 골수성 단핵구 백혈병이 있다.
- 털세포 백혈병(Hairy cell leukemia, HCL)은 때때로 만성 림프구성 백혈병의 하위 집합으로 간주되지만, 이 범주에 명확하게 들어맞지 않는다고 볼 수 있다. 감염자의 약 80%가 성인 남성인 것으로 보고되었다. 어린이에게 발생한 사례는 보고된 바 없다. 만성 림프구성 백혈병은 완치가 불가능하지만 쉽게 치료할 수 있는 것으로 알려져 있다. 10년 생존율은 96%에서 100%이다.[22]
- T세포 전림프구성 백혈병(T-cell prolymphocytic leukemia, T-PLL)은 성인에게 발생하는 매우 드문 공격적인 백혈병으로, 여성보다 남성이 이 질환으로 진단받는 경우가 다소 많았던 것으로 나타났다.[23] 전반적으로 드문 유형이지만 가장 흔한 유형의 성숙 T세포성 백혈병이라 할 수 있다.[24] 다른 백혈병들의 경우 거의 모두 B 세포와 관련있다. 치료가 어렵고 중앙 생존 기간은 수개월로 측정된 바 있다.
- 거대 과립구 림프구성 백혈병(Large granular lymphocytic leukemia)은 T 세포 또는 NK 세포가 관여할 수 있으며, B세포만 관여하는 털세포 백혈병과 마찬가지로 드문 공격적이지 않은 백혈병이라 할 수 있다.[25]
- 성인 T 세포 백혈병(Adult T-cell leukemia)은 HIV와 유사한 바이러스인 인간 T 림프구 바이러스(HTLV)에 의해 발생한다. HIV와 마찬가지로 HTLV는 CD4+ T 세포를 감염시키고 그 안에서 복제하지만, HIV와 달리 T 세포를 파괴하지는 않는다. 대신 HTLV는 감염된 T 세포를 불멸화시켜 비정상적으로 증식할 수 있는 능력을 부여한다. 인간 T세포 림프구 바이러스 유형 I 및 II (HTLV-I / II)는 세계의 몇몇 지역에서 풍토병으로 알려져 있다.
- 클론성 호산구 증가증(Clonal eosinophilias)은 골수, 혈액 및 기타 조직에서 호산구가 성장하는 것을 특징으로 하는 혈액 질환 그룹이다. 전암성 또는 암성일 수 있으며, 클론성 호산구증은 호산구의 "클론", 즉 모두 동일한 돌연변이 조상 세포에서 성장한 유전적으로 동일한 호산구 그룹을 포함한다.[26] 이러한 질환은 만성 호산구성 백혈병으로 발전하거나 다양한 형태의 골수성 신생물, 림프성 신생물, 골수 섬유증 또는 골수 이형성 증후군과 연관될 수 있다.[27][28][26]

### 백혈병 전 단계
- 일과성 골수 증식성 질환(Transient myeloproliferative disease)은 일과성 백혈병이라고도 하며, 비암성 거대모세포의 클론이 비정상적으로 증식하는 것을 포함한다. 이 질환은 다운증후군 또는 다운증후군과 유사한 유전적 변화를 가진 사람에게만 제한적으로 발생하며, 임신 중 또는 출생 직후 아기에게 발생하여 3개월 이내에 관해되거나, 약 10%의 경우 급성 거대모구성 백혈병으로 진행된다. 일과성 골수성 백혈병은 백혈병 전 단계의 질환이다.[29][30][31]

## 징후 및 증상

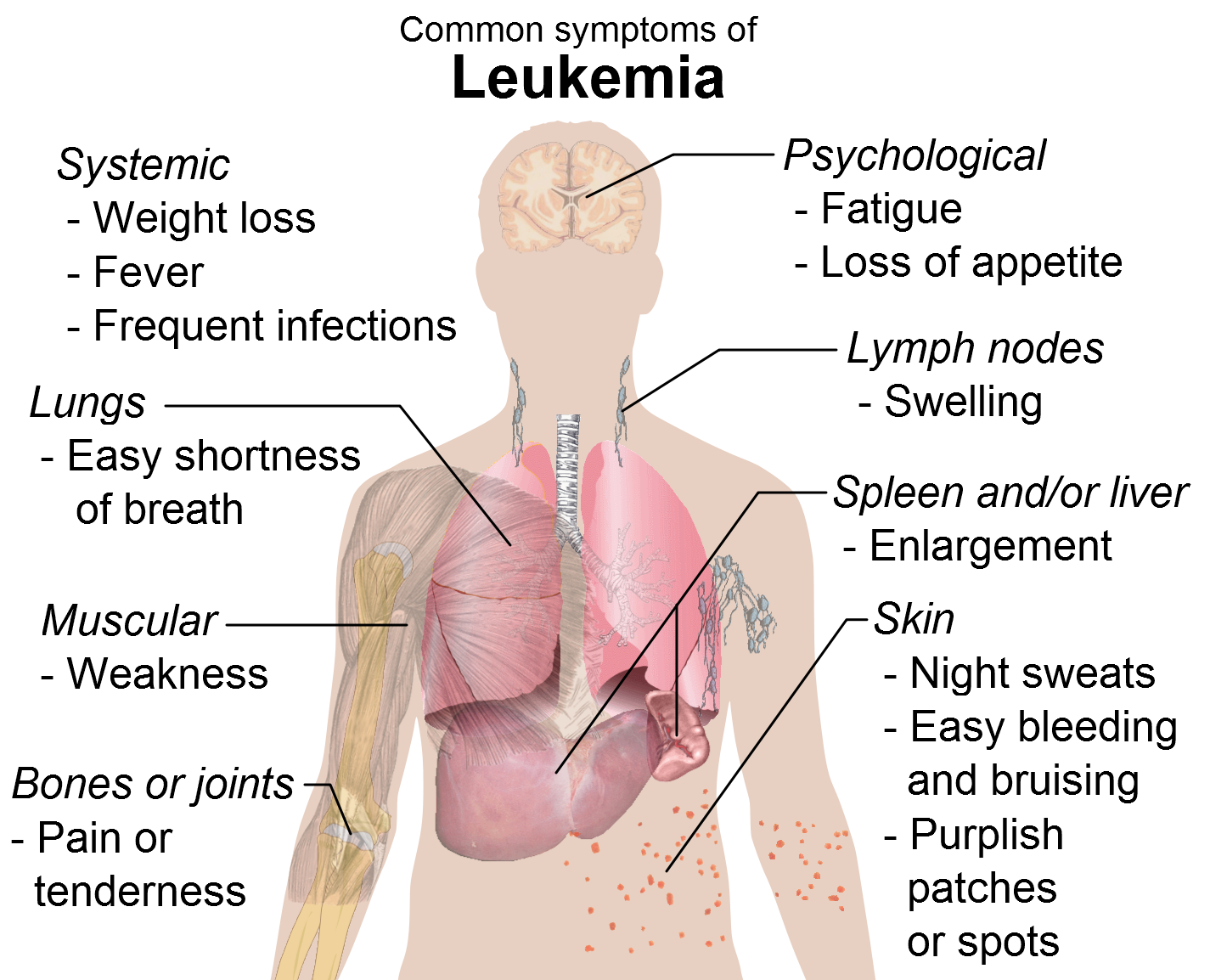
만성 또는 급성 백혈병의 일반적인 증상

어린이에게 가장 흔한 증상은 쉽게 멍이 들고, 피부가 창백하며, 발열, 비장이나 간이 커지는 것이다.
골수 손상은 정상적인 골수 세포를 미성숙한 백혈구 세포로 대체함으로, 혈액 응고 과정에 중요한 혈소판 부족을 초래한다. 따라서 백혈병 환자는 쉽게 멍들거나 출혈이 과도하게 발생하거나 점상 출혈(petechia)이 발생할 수 있다.
병원균과 싸우는 데 관여하는 백혈구가 억제되거나 기능 장애를 일으킬 수도 있다. 이로 인해 환자의 면역 체계가 단순한 감염을 퇴치하지 못하거나 다른 신체 세포를 공격하기 시작할 수 있다. 백혈병은 면역 체계가 정상적으로 작동하지 못하게 하기 때문에 일부 사람들은 편도선 감염, 입안 염증, 설사부터 생명을 위협하는 폐렴이나 기회 감염에 이르기까지 잦은 감염을 경험한다.
마지막으로 적혈구 결핍은 빈혈로 이어져 호흡 곤란과 창백함을 유발할 수 있다.
일부 사람들은 발열, 오한, 식은땀, 팔다리 쇠약, 피로감 및 기타 일반적인 독감과 유사한 증상 등 다른 증상을 경험한다. 간과 비장 비대로 인해 메스꺼움이나 포만감을 느끼는 사람도 있으며, 이로 인해 의도치 않은 체중 감소가 발생할 수 있다. 이 질환의 영향을 받은 세포가 모여 간이나 림프절이 부을 경우 통증을 유발하고 메스꺼움을 유발할 수 있다.
백혈병 세포가 중추 신경계를 침범하면 신경학적 증상(특히 두통)이 발생할 수 있다. 편두통, 발작 또는 혼수 상태와 같은 흔하지 않은 신경학적 증상은 뇌간의 압력의 결과로 나타날 수 있다. 백혈병과 관련된 모든 증상은 다른 질병에 기인할 수 있으므로 백혈병은 항상 의학적 검사를 통해 진단되어야 한다.
'백혈구'를 의미하는 백혈병이라는 단어는 치료 전 대부분의 백혈병 환자에서 나타나는 특징적인 높은 백혈구 수에서 유래되었다. 백혈구 수가 많다는 것은 혈액 샘플을 현미경으로 볼 때 분명하게 드러나며, 증식한 많은 백혈구는 대부분 미성숙하거나 기능 장애를 가진 경우가 많다. 과도한 세포 수는 다른 세포의 양에 해롭게 작용하여 형태와 숫자에서 문제를 초래할 수 있다.
백혈병 진단을 받은 사람 중 일부는 정기적인 혈액 검사에서 백혈구 수치가 높게 나타나지 않을 수 있다. 이 덜 흔한 상태를 백혈구감소증이라고 한다. 골수에는 혈액 세포의 정상적인 생산을 방해하는 암성 백혈구가 포함되어 있지만, 혈액 검사에서 볼 수 있는 혈류로 들어가지 않고 골수에 남아 있다. 백혈병 환자의 경우 혈류 내 백혈구 수치가 정상이거나 낮을 수 있다. 백혈구감소증은 네 가지 주요 백혈병 유형 중 어느 유형에서나 발생할 수 있으며, 특히 털세포 백혈병에서 흔하다.

## 원인
2009년과 2010년에 발표된 연구에 따르면 포름알데히드 노출과 백혈병, 특히 골수성 백혈병 발생 사이에 양의 상관관계가 있는 것으로 나타났다. 각 종류의 백혈병마다 원인이 다를 수 있다.
백혈병은 다른 암과 마찬가지로 DNA의 돌연변이로 인해 발생한다. 특정 돌연변이는 발암 유전자를 활성화하거나 종양 억제 유전자를 비활성화하여 세포 사멸, 분화 또는 분열의 조절을 방해함으로써 백혈병을 유발할 수 있다. 이러한 돌연변이는 자연적으로 발생하거나 방사선 또는 발암성 물질에 노출된 결과로 발생할 수 있다.
성인의 경우 자연 및 인공 전리 방사선과 석유 화학 물질, 특히 벤젠 및 알킬화 화학 요법제(이전 악성 종양에 대한 항암 요법제)가 원인으로 알려져 있다. 흡연은 성인의 급성 골수성 백혈병 발병 위험을 약간 증가시키는 것과 관련이 있다. 코호트 및 사례 관리 연구에 따르면 일부 석유 화학 물질 및 염색약에 대한 노출은 일부 형태의 백혈병 발병과 관련이 있다. 채소를 많이 섭취하면 약간의 보호 효과가 있을 수 있지만, 일반적으로 이러한 식단은 매우 제한적인 영향을 미치거나 전혀 영향을 미치지 않는다.
바이러스는 일부 형태의 백혈병과도 관련이 있다. 예를 들어, 인간 T 림프구 바이러스(HTLV-1)는 성인 T 세포 백혈병을 유발한다.
모체-태아 전염(산모가 임신 중 백혈병에 걸린 결과 아기가 백혈병에 걸리는 경우) 사례가 몇 건 보고된 바 있다. 배란을 유도하기 위해 불임 치료제를 사용하는 산모에서 태어난 아이는 다른 아이보다 어린 시절에 백혈병에 걸릴 확률이 두 배 이상 높다.
최근 신생아 황달 치료를 위해 광선 요법을 사용하는 신생아의 모든 유형의 백혈병에 대한 체계적 검토 및 메타 분석에서 광선 요법과 골수성 백혈병 사이에 통계적으로 유의미한 연관성이 발견되었다. 그러나 광선 요법이 실제로 암의 원인인지, 아니면 단순히 황달과 암을 발생시키는 동일한 요인의 결과인지는 여전히 의문이다.

### 방사선
원자로 사고로 인한 다량의 스트론튬-90 방출은 동물의 골종양과 백혈병 위험을 증가시키며, 사람에게도 그렇게 작용하는 것으로 추정된다.

### 유전적 조건
일부 사람들은 백혈병 발병에 대한 유전적 소인을 가지고 있다. 이러한 소인은 가족력과 쌍둥이 연구를 통해 입증되었다. 영향을 받는 사람들은 단일 유전자 또는 여러 유전자를 공통으로 가지고 있을 수 있다. 어떤 경우에는 가족이 다른 구성원과 같은 종류의 백혈병에 걸리는 경향이 있으며, 다른 가족에서는 영향을 받은 사람들이 다른 형태의 백혈병 또는 관련 혈액암에 걸릴 수 있다.
이러한 유전적 문제 외에도 염색체 이상 또는 기타 특정 유전 질환이 있는 사람은 백혈병에 걸릴 위험이 더 높다. 예를 들어, 다운증후군 환자는 급성 백혈병(특히 급성 골수성 백혈병)에 걸릴 위험이 상당히 높으며, 판코니 빈혈은 급성 골수성 백혈병 발병의 위험 요인이다. SPRED1 유전자의 돌연변이는 소아 백혈병의 원인과 관련이 있다.
만성 골수성 백혈병은 필라델피아 전위라는 유전적 이상과 관련이 있으며, 만성 골수성 백혈병 환자의 95%가 필라델피아 돌연변이를 가지고 있지만 이것은 만성 골수성 백혈병에만 국한된 것이 아니며 다른 유형의 백혈병 환자에서도 관찰될 수 있다.

### 비이온화 방사선
비이온화 방사선이 백혈병을 유발하는지 여부는 수십 년 동안 연구되어 왔다. 국제암연구소 전문가 그룹은 자연적으로 발생하거나 전력의 생성, 전송 및 사용과 관련하여 발생하는 정적 및 극저주파 전자기 에너지에 대한 모든 데이터를 면밀히 검토했다. 그 결과, 높은 수준의 ELF 자기장(전기장 제외)이 일부 소아 백혈병을 유발할 수 있는 지에 대한 증거가 제한적(거의 없다)이라는 결론을 내렸다. 성인의 백혈병 또는 다른 형태의 악성 종양과의 관계에 대한 증거 또한 입증되지 않았다. 이러한 수준의 ELF 노출은 비교적 드물기 때문에 세계보건기구는 ELF 노출이 나중에 원인이 되는 것으로 입증될 경우라도 전 세계적으로 매년 100~2400건에 불과하며, 이는 해당 연도의 전체 소아 백혈병 발병률의 0.2~4.9%(전체 백혈병의 약 0.03~0.9%)만을 차지할 것이라고 결론지었다.

## 진단

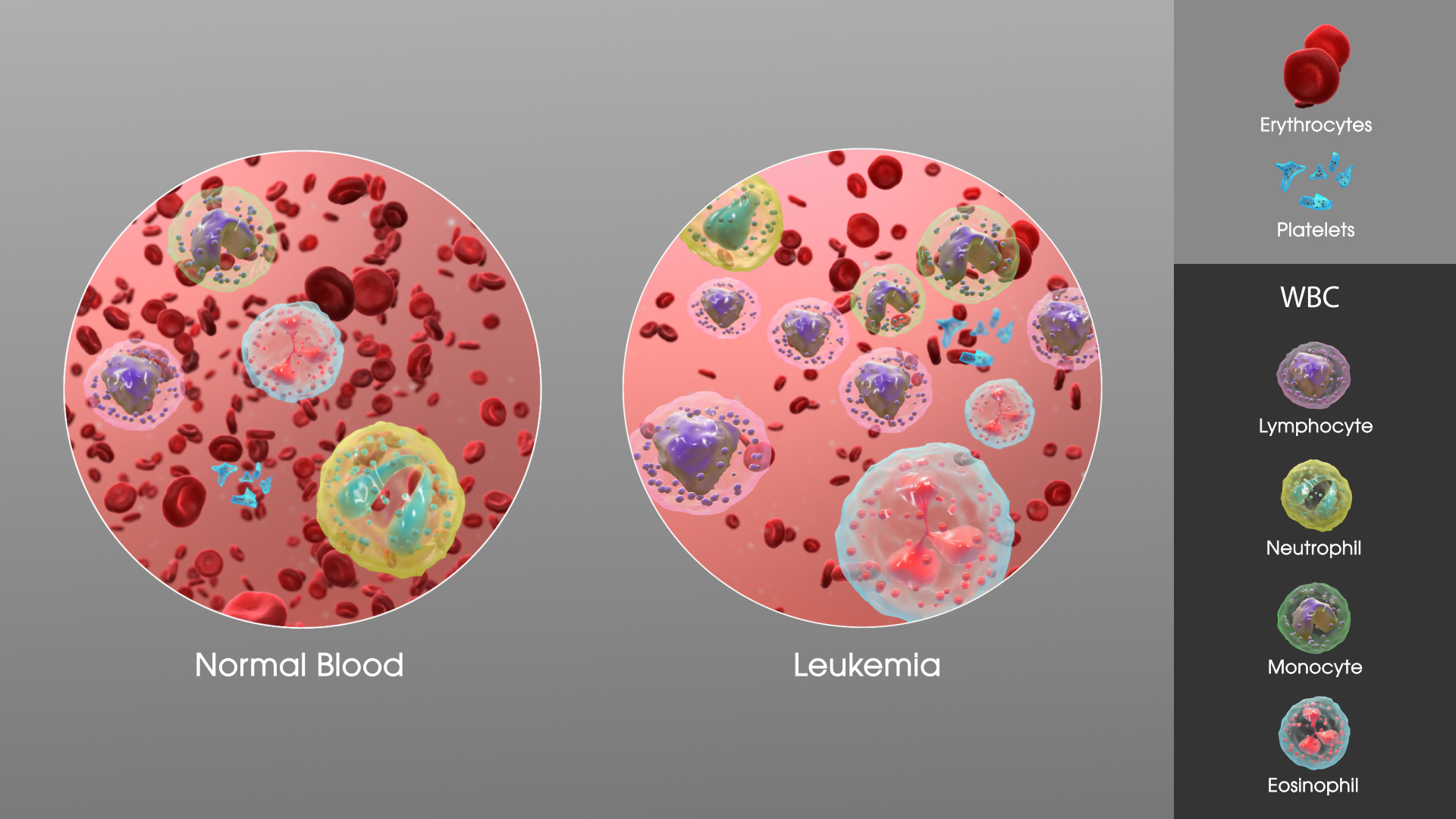
백혈병에서의 백혈구 증가.

진단은 일반적으로 증상을 관찰한 후 반복적인 혈구 수 검사와 골수 검사를 통해 이루어진다. 특히 질병의 초기 단계나 관해기에는 혈액 검사에서 백혈병이 나타나지 않을 수 있다. 특정 상황에서 특정 유형의 백혈병을 진단하기 위해 림프절 생검을 실시할 수 있다.
진단 후 혈액 화학 검사를 통해 간 및 신장 손상 정도 또는 화학 요법이 환자에게 미치는 영향을 확인할 수 있다. 백혈병으로 인한 다른 손상이 우려되는 경우 의사는 엑스레이, MRI 또는 초음파를 사용할 수 있다. 이러한 검사는 뼈(엑스레이), 뇌(MRI), 신장, 비장, 간(초음파)과 같은 신체 부위에 백혈병이 미치는 영향을 잠재적으로 보여줄 수 있다. 흔하지는 않지만 가슴의 림프절을 확인하기 위해 CT 스캔을 사용할 수도 있다.
이러한 방법을 사용하여 백혈병 여부를 진단할 수 있지만, 많은 증상이 모호하고 비특이적이며 다른 질병을 나타낼 수 있기 때문에 많은 사람들이 백혈병 진단을 받지 못하고 있다. 이러한 이유로 미국 암 협회에서는 백혈병 환자의 5 분의 1 이상이 아직 진단받지 못한 것으로 추정하고 있다.

## 치료
대부분의 백혈병은 약물 치료로 치료하며, 일반적으로 다약제 화학 요법을 병행한다. 일부는 방사선 요법으로 치료하기도 한다. 경우에 따라 골수 이식이 효과적인 경우도 있다.

### 급성 림프모구성
급성 림프모구 백혈병(ALL)의 관리는 골수 및 전신(전신) 질환을 조절하는 방향으로 이루어진다. 또한 치료는 백혈병 세포가 다른 부위, 특히 중추신경계(CNS)로 퍼지는 것을 방지해야 한다(예: 요추 천자 시). 일반적으로 급성 림프모구 백혈병의 치료는 여러 단계로 나뉜다.
- 골수 관해를 위한 유도 화학 요법. 성인의 경우 표준 유도 요법에는 프레드니손, 빈크리스틴, 안트라사이클린 약물이 포함되며, 다른 약물 요법에는 L-아스파라기나제 또는 사이클로포스포아마이드가 포함될 수 있다. 저위험 ALL 소아의 경우, 표준 요법은 일반적으로 치료 첫 달 동안 세 가지 약물(프레드니손, L-아스파라기나제, 빈크리스틴)로 구성된다.
- 남아있는 백혈구 세포를 제거하기 위한 강화 요법 또는 집중 치료 요법. 강화 요법에는 여러 가지 접근 방식이 있지만, 일반적으로 몇 달 동안 고용량의 다약제 치료를 시행한다. 저위험이나 중간 위험 ALL 환자는 메토트렉세이트와 6-메르캅토퓨린(6-MP)과 같은 항대사 약물치료를 받고, 고위험군 환자는 이러한 약물을 고용량으로 투여하며, 추가 약물을 투여받는다.
- 고위험군의 암이 뇌와 신경계로 전이되는 것을 막기 위한 중추신경계 예방(예방 요법). 표준 예방 요법에는 두경부에 방사선을 조사하거나 척추에 직접 약물을 투여하는 것이 포함될 수 있다.
- 관해에 도달한 후 질병 재발을 방지하기 위해 화학 요법 약물을 사용한 유지 치료. 유지 요법은 일반적으로 약물 용량을 낮추며 최대 3년 동안 계속할 수 있다.
- 고위험군 또는 재발한 환자에게는 동종 골수 이식이 적합할 수 있다.[61]

### 만성 림프구성

#### 치료의 결정
혈액학 전문가는 환자의 병기와 증상에 따라 만성 림프구성 백혈병(CLL)의 치료를 결정한다. 만성 림프구성 백혈병 환자의 상당수는 치료의 혜택을 받지 못하는 저등급 질환을 앓고 있다. 관련 합병증이 있거나 질병이 더 진행된 환자는 종종 추가적인 치료를 받는다. 일반적으로 치료의 적응증은 다음과 같다.
- 헤모글로빈 또는 혈소판 수 감소
- 질병의 후기 단계로의 진행
- 림프절 또는 비장의 통증, 질병 관련 과증식
- 림프구 생성 속도 증가[62]

#### 치료 접근 방식
대부분의 만성 림프구성 백혈병(CLL)은 현재의 치료법으로는 완치가 불가능하기 때문에, 치료는 완치보다는 수년간 질병을 억제하는 방향으로 진행된다. 일차 화학 요법은 클로람부실 또는 사이클로포스파미드와 프레드니손 또는 프레드니솔론과 같은 코르티코스테로이드를 병용하는 화학 요법이다. 코르티코스테로이드를 사용하면 면역 용혈성 빈혈이나 면역 매개성 혈소판 감소증과 같은 일부 관련 자가 면역 질환을 억제하는 추가적인 이점이 있다. 내성이 있는 경우 플루다라빈, 펜토스타틴 또는 클라드리빈과 같은 뉴클레오시드 계열 약물을 단독으로 치료하는 것이 효과적일 수 있다. 젊고 건강한 사람은 영구적인 완치를 위해 동종 또는 자가 골수 이식을 선택할 수 있다.

### 급성 골수성
다양한 항암제가 급성 골수성 백혈병(AML) 치료에 효과적이다. 치료법은 환자의 연령과 질병의 특정 하위 유형에 따라 다소 다르다. 전반적으로 골수 및 전신(전신) 질환을 조절하는 동시에 중추신경계(CNS)가 관련되어 있는 경우 특정 치료를 제공하는 것이 전략이다.
일반적으로 대부분의 종양 전문의는 화학 요법의 초기 유도 단계에서 약물을 조합해 사용한다. 이러한 병용 화학 요법은 일반적으로 조기 관해와 질병 내성 위험 감소라는 이점을 제공한다. 통합 및 유지 치료는 질병의 재발을 예방하기 위한 것이다. 강화 치료는 종종 유도 화학 요법을 반복하거나 추가 약물을 사용하여 화학 요법을 강화하는 것을 수반한다. 반면, 유지 치료는 유도 단계에 투여한 약물보다 낮은 용량의 약물을 사용한다.

### 만성 골수성

#### 치료법
만성 골수성 백혈병(CML)에는 여러 가지 치료법이 있지만, 새로 진단받은 환자를 위한 표준 치료법은 글리벡(이매티닙) 요법이다. 이는 대부분의 항암제에 비해 부작용이 상대적으로 적고 집에서 경구 복용할 수 있다. 이 약을 사용하면 90% 이상의 환자가 최소 5 년 동안 질병을 억제할 수 있다. 따라서 CML은 만성적이고 관리 가능한 질환이 된다.
더 진행된 상태에서 이매티닙을 견딜 수 없거나 영구적인 치료를 시도하고자 하는 경우 동종 골수 이식을 시행할 수 있다. 이 절차에는 고용량 화학 요법과 방사선 치료 후 적합한 기증자로부터 골수를 주입하는 과정이 포함된다. 약 30%의 환자가 이 시술로 사망한다.

### 털세포성
치료의 결정
증상이 없는 털세포 백혈병 환자는 일반적으로 즉각적인 치료를 받지 않는다. 일반적으로 낮은 혈구 수(예: 감염과 싸우는 호중구 수치가 1.0K/µL 미만), 잦은 감염, 원인 불명의 타박상, 빈혈, 일상 생활에 지장을 줄 정도로 심각한 피로 등의 징후와 증상이 나타나면 치료가 필요한 것으로 간주한다.
일반적인 치료 방법
치료가 필요한 환자는 일반적으로 정맥주사 또는 피부 밑에 간단한 주사로 1주일간 매일 클라드리빈을 투여하거나 4주마다 정맥주사로 6개월간 펜토스타틴을 투여한다. 대부분의 경우, 한 번의 치료로 장기간의 관해 상태가 유지된다.
다른 치료법으로는 리툭시맙 주입 또는 인터페론-알파 자가 주사가 있다. 제한적인 경우 비장 절제술(비장 제거)이 도움이 될 수 있다. 이러한 치료는 클라드리빈이나 펜토스타틴보다 성공률이 낮기 때문에 일반적으로 첫 번째 치료로 시행되지 않는다.

### T-세포 림프구 증식성
중앙 생존기간이 1년 미만인 희귀하고 공격적인 백혈병인 T 세포 림프구성 백혈병 환자 대부분은 즉각적인 치료가 필요하다.
T 세포 림프구성 백혈병은 치료가 어렵고 대부분의 화학 요법 약물에 반응하지 않는다. 퓨린 유사체(펜토스타틴, 플루다라빈, 클라드리빈), 클로람부실, 다양한 형태의 병용 화학 요법(사이클로포스파마이드, 독소루비신, 빈크리스틴, 프레드니손: CHOP, 사이클로포스파마이드, 빈크리스틴, 프레드니손: COP, 빈크리스틴, 독소루비신, 프레드니손, 에토포사이드, 사이클로포스파마이드, 블레오마이신: VAPEC-B) 등 다양한 치료가 시도되어 일부 사람들에게 제한적으로 성공하기도 했다. 백혈구를 공격하는 단일 클론 항체인 알레무투주맙(Campath)은 이전 옵션보다 더 큰 성공을 거두며 치료에 사용되고 있다.
치료에 성공적으로 반응하는 일부 사람들은 반응을 강화하기 위해 줄기세포 이식을 받기도 한다.

### 청소년 골수단핵구성
소아 골수단핵구 백혈병 치료에는 비장 절제술, 화학 요법 및 골수 이식이 포함될 수 있다.

## 예후
치료의 성공 여부는 백혈병의 유형과 환자의 나이에 따라 달라진다. 선진국에서는 치료 결과가 더 높게 나타났다. 미국의 평균 5년 생존율은 65%이다. 15세 미만 어린이의 경우 백혈병 유형에 따라 5년 생존율이 더 높다(60~85%). 5년 후 암이 없는 급성 백혈병 소아의 경우 암이 재발할 가능성은 거의 없다.
치료 결과는 급성 또는 만성 여부, 특정 비정상 백혈구 유형, 빈혈 또는 혈소판 감소증의 유무 및 중증도, 조직 이상 정도, 전이 및 림프절 및 골수 침윤 여부, 치료법의 가용성 및 의료진의 숙련도에 따라 달라질 수 있다. 치료 경험이 많은 대형 센터에서 치료를 받으면 치료 결과가 더 좋을 수 있다.

## 역학

100만명 당 사망률 (2012)
0-7
8-13
14–22
23–29
30–34
35–39
40–46
47–64
65–85
86–132

2010년에 전 세계적으로 약 281,500 명이 백혈병으로 사망하였다. 2000년에는 전 세계적으로 약 256,000명의 어린이와 성인이 백혈병에 걸렸고 209,000명이 백혈병으로 사망하였다. 이는 그해 암으로 인한 사망자 약 700만 명 중 약 3%에 해당하며, 모든 원인으로 인한 사망자 중 약 0.35%에 해당한다. 연구팀이 비교한 16개 부위 중 백혈병은 12번째로 흔한 종양 질환이자 11번째로 흔한 암 관련 사망 원인이었다. 백혈병은 선진국에서 더 흔하게 발생한다.

### 미국
미국에서는 약 245,000명의 사람들이 관해 또는 완치에 성공한 사람들을 포함하여 어떤 형태의 백혈병에 걸렸다. 1975년부터 2011년까지 어린이 백혈병 발병률은 매년 0.7%씩 증가하였다. 2008년 한 해 동안 미국에서 약 44,270 건의 백혈병이 새로 진단되었다. 이는 미국 전체 암(단순 기저세포 및 편평세포 피부암 제외)의 2.9%, 전체 혈액암의 30.4%에 해당한다.
암에 걸린 어린이 중 약 1/3은 백혈병의 일종인 급성 림프모구 백혈병에 걸린다. 백혈병은 유아(12 개월 미만)에게 두 번째로 흔한 암 형태이며, 나이가 많은 어린이에게 가장 흔한 암 형태이다. 남아가 여아보다 백혈병에 걸릴 확률이 다소 높으며, 미국 백인 어린이는 미국 흑인 어린이보다 백혈병에 걸릴 확률이 거의 두 배나 높다. 성인 암 진단의 약 3%만이 백혈병이지만, 암은 성인에게 훨씬 더 흔하기 때문에 전체 백혈병의 90% 이상은 성인에서 진단된다.
인종은 미국에서 위험 요인으로 작용한다. 특히 20세 미만의 히스패닉계가 백혈병에 걸릴 위험이 가장 높으며, 백인, 아메리카 원주민, 아시아계 미국인, 알래스카 원주민은 아프리카계 미국인보다 위험이 크다.
여성보다 남성이 백혈병 진단을 받고 백혈병으로 사망하는 비율이 크며, 여성보다 남성들이 약 30% 많이 백혈병으로 진단된다.

### 호주
호주에서 백혈병은 11번째로 흔한 암이다. 2014~2018 년에 백혈병 진단을 받은 호주인은 다른 호주 인구에 비해 5 년간 생존할 확률이 64%(남성 65%, 여성 64%)였으며, 1989~1993 년 사이에 생존율이 21% 증가하였다.

### 영국
백혈병은 영국에서 11번째로 흔한 암이며(2011년 약 8,600명이 백혈병으로 진단), 이는 영국에서의 암 사망 원인 중 9 번째로 흔하다(2012년 약 4,800명 사망).

## 역사

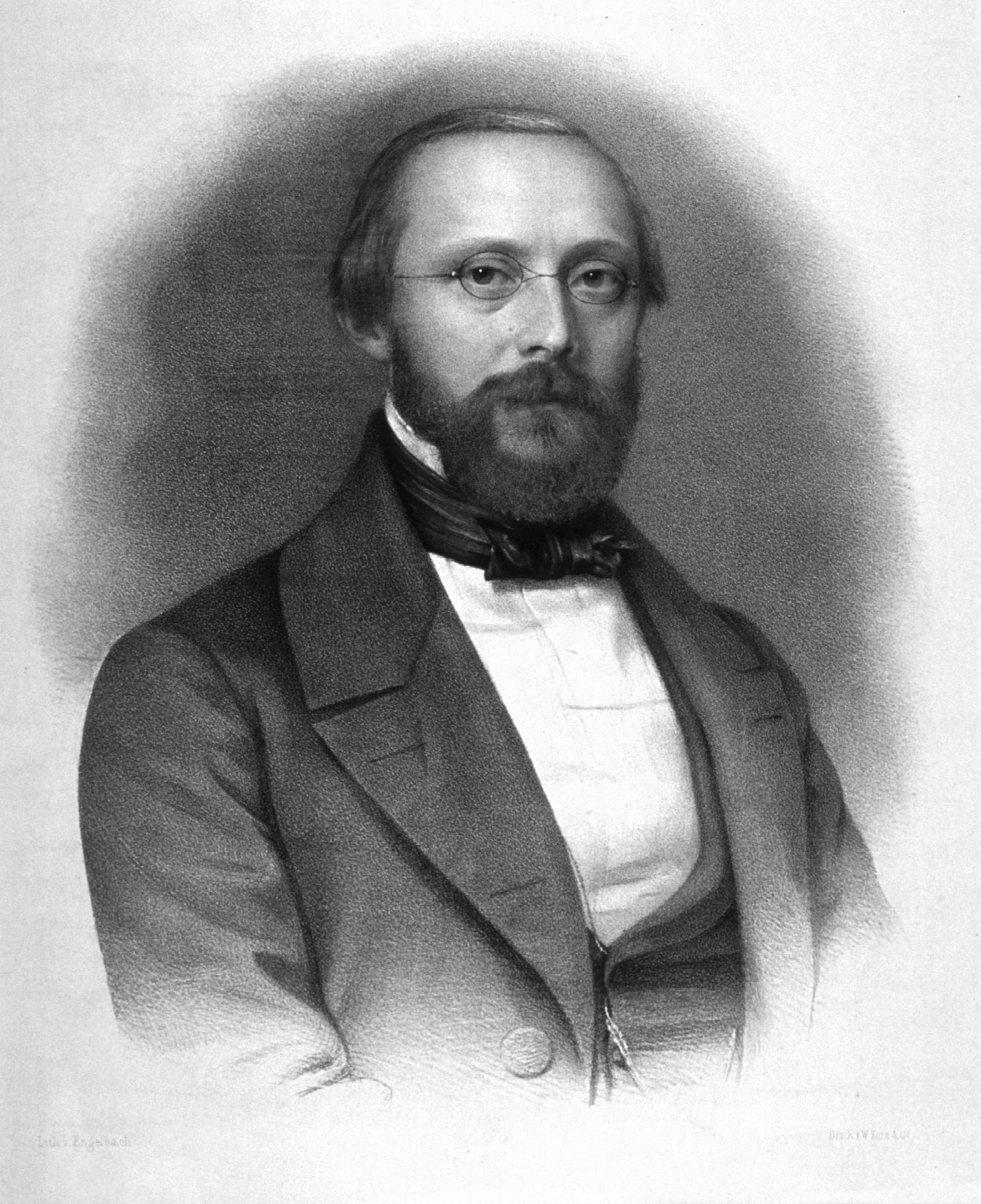
루돌프 피르호

백혈병은 1827년 해부학자이자 외과의사인 알프레드 아르망-루이 마리 벨포에에 의해 처음 설명되었다. 1845년 병리학자 루돌프 피르호가 백혈병에 대해 더 자세히 설명하였다. 피르호가 발견한 지 약 10년 후, 병리학자 프란츠 에른스트 크리스티안 노이만은 백혈병으로 사망한 사람의 골수가 정상적인 붉은색이 아닌 '더러운 녹색-노란색'을 띠고 있다는 사실을 발견하였다. 이 발견을 통해 노이만은 골수 문제가 백혈병 환자의 비정상적인 혈액의 원인이라는 결론을 내릴 수 있었다.
1900년까지 백혈병은 단일 질병이 아닌 여러 질병군으로 간주되었다. 1947년 보스턴의 병리학자 시드니 파버는 과거 실험을 통해 엽산 모방체인 아미노프테린이 소아 백혈병을 치료할 수 있다고 생각하였다. 실험에 참여한 대부분의 급성 골수성 백혈병 어린이들은 골수에서 개선의 징후를 보였지만 실제로 완치된 어린이는 없었다. 그럼에도 불구하고 이 결과는 추가 실험으로 이어졌다.
1962년 에밀 J. 프레이라이히 주니어와 에밀 프레이 3세는 백혈병 치료를 위해 병용 화학요법을 사용하였다. 이 실험은 성공적이었으며 일부 사람들은 실험 후에도 오랫동안 생존하였다.

### 어원
사람의 혈액 샘플에서 비정상적으로 많은 수의 백혈구를 관찰한 피르호는 이 상태를 독일어로 Leukämie 라고 불렀는데, 이는 두 개의 그리스어 단어인 '흰색'을 의미하는 leukos (λευκός)와 혈액을 의미하는 haima (αἷμα) 에서 유래한 단어이다. 이전에는 leucemia 라고도 불렸다.

## 사회와 문화
수잔 손택에 따르면 백혈병은 20세기 소설에서 종종 낭만적으로 묘사되었으며, 선량하고 순진하며 온화한 희생자들이 어린 나이에 또는 잘못된 시기에 사망하는 기쁨으로 끝나는 깨끗한 질병으로 묘사되었다. 따라서 전염병으로 밝혀지기 전까지 문화적 지위를 유지한 결핵의 문화적 계승자였다. 1970년에 발표된 로맨스 소설 '러브 스토리'는 백혈병이 이렇게 낭만적으로 묘사된 예이다.
미국에서는 연간 약 54억 달러가 치료비로 지출되고 있다.

## 연구 방향
백혈병의 원인, 유병률, 진단, 치료 및 예후에 대한 중요한 연구가 수행되고 있다. 현재 수백 건의 임상시험이 계획 또는 진행 중이다. 연구는 효과적인 치료 방법, 더 나은 질병 치료 방법, 사람들의 삶의 질 개선, 관해 또는 완치 후 적절한 치료에 초점을 맞출 수 있다.
일반적으로 백혈병 연구에는 임상 또는 중개 연구와 기초 연구의 두 가지 유형이 있다. 임상/중개 연구는 사람을 대상으로 신약을 시험하는 것과 같이 정의되고 일반적으로 즉시 적용 가능한 방식으로 질병을 연구하는데 중점을 둔다. 반면 기초 과학 연구는 발암 물질로 의심되는 물질이 실험실에서 분리된 세포에서 백혈병 변화를 일으킬 수 있는지 또는 질병이 진행됨에 따라 백혈병 세포 내부의 DNA가 어떻게 변하는지를 확인하는 등 질병의 진행 과정을 연구한다. 기초 연구 결과는 일반적으로 백혈병 환자에게 즉각적으로 유용하지는 않다.
현재 유전자 치료를 통한 치료법이 연구되고 있다. 이러한 접근법 중 하나는 키메라 항원 수용체 T 세포(CAR-T 세포)로 알려진 유전자 변형 T 세포를 사용하여 암세포를 공격하는 것이다. 2011년에는 치료 1년 후 진행성 만성 림프구성 백혈병 환자 3명 중 2명이 암이 없는 것으로 보고되었고, 2013년에는 급성 림프구성 백혈병 환자 5명 중 3명이 5개월에서 2년간 관해 상태에 있는 것으로 보고되었다. 다양한 CAR-T 유형에 대한 후속 연구가 계속 유망하게 진행되고 있다. 2018년 현재 두 가지 CAR-T 치료법이 미국 식품의약국(FDA)의 승인을 받았다. CAR-T 치료는 심각한 부작용이 있으며, CAR-T 세포가 표적으로 삼는 항원의 소실은 재발의 가장 일반적인 메커니즘이다. 다양한 유형의 백혈병을 유발하는 줄기세포에 대한 연구도 진행 중이다.

## 임신
백혈병은 임신과 거의 관련이 없으며 임산부 10,000명 중 1명에게만 영향을 미친다. 백혈병의 치료 방법은 주로 백혈병의 유형에 따라 다르다. 임산부에게 나타나는 거의 모든 백혈병은 급성 백혈병이다. 급성 백혈병은 특히 발달에 민감한 임신 초기에 화학 요법을 시행하는 경우 유산과 선천성 장애의 위험이 크지만, 그럼에도 일반적으로 신속하고 적극적인 치료가 중요하다. 만성 골수성 백혈병은 인터페론-알파 호르몬으로 임신 중 언제라도 비교적 안전하게 치료할 수 있다. 임산부에게 드물게 발생하는 만성 림프구성 백혈병의 치료는 종종 임신이 끝날 때까지 연기될 수 있다.

## 같이 보기
- 다발성 골수종
- 혈액암
- 림프종
- 글리벡(이매티닙)
- 항암제